# Албанська православна церква
Автокефа́льна правосла́вна це́рква Алба́нії (алб. Kisha Ortodokse Autoqefale e Shqipërisë; також відома як Правосла́вна це́рква Алба́нії або Алба́нська правосла́вна це́рква) — автокефальна помісна православна церква в Албанії, яка посідає 13-е місце в диптиху автокефальних помісних церков. Церква проголосила свою автокефалію в 1922 році через свій конгрес і отримала визнання від Константинопольського патріарха в 1937 році. Використовує у своїй літургії візантійський обряд албанською мовою та новоюліанський календар, вона є частиною Східного християнства.
Церква постраждала під час Другої світової війни та в наступний комуністичний період, особливо після 1967 р., коли Албанія була оголошена атеїстичною державою, і жодне публічне чи приватне вираження релігії не дозволялося.
Однак церква пожвавилась з часу відновлення релігійної свободи в 1991 р., коли було відбудовано або відреставровано понад 250 церков і висвячено понад 100 священнослужителів. У ньому 909 парафій, розкиданих по всій Албанії, і близько 500 000 до 550 000 (непідтверджених) вірних Деякі православні джерела стверджують, що їх число сягає 700 000 — і вище, якщо брати до уваги албанську діаспору..

## Історія

### Античність та середньовіччя
Християнство розповсюдилося рано на території сучасної Албанії. Дуррес (грец. Dyrrachion Δυρράχιον) вважається одним з найстаріших єпископств у світі. Відповідно до церковної традиції, апостол Павло приніс християнство в Іллірію (Рим. 15.19 ЄС). Св. Астіос був єпископом общини Діррахіон на рубежі 1-го і 2-го століть і постраждав за мученицької смерті імператора Траяна (98-117).

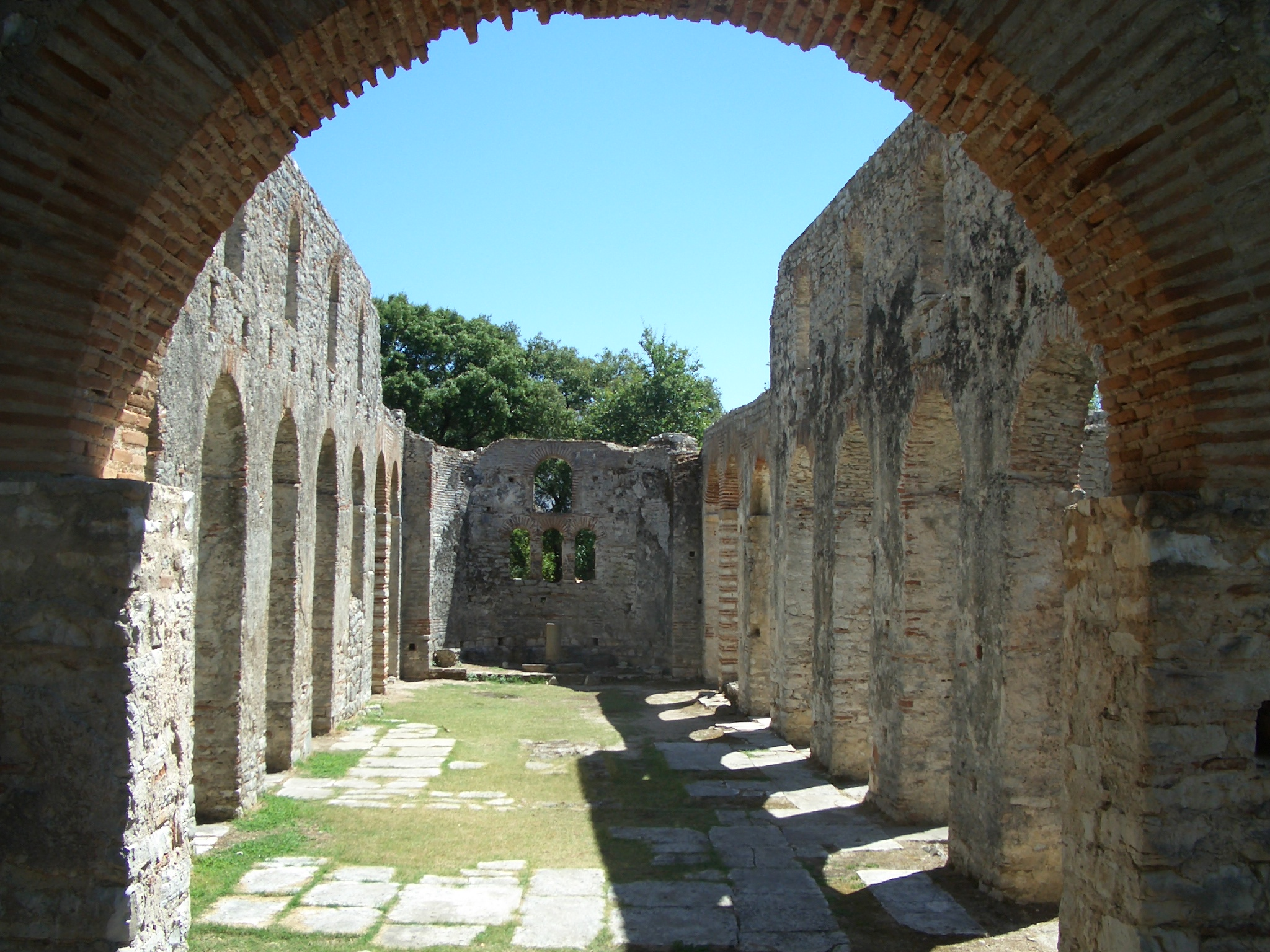
Ранньохристиянська базиліка в Бутринті

Албанські райони розташовані на межі між Східним та Західним Римом, а отже, також на кордоні між Грецькою та Латинською церквою. Нікейський собор поставив всю Іллірію під владу Римського патріархату в 325 році. У 431 році Евкарій, архієпископ Дурреса, взяв участь у Ефеському соборі. Через розподіл Римської імперії більша південна частина країни все більше потрапляла у сферу впливу східно-римської церковної політики, хоча метрополія Дуррес офіційно підпорядковувалася Римському патріархату до VIII століття. Літургія в Іллірії тих днів була сформована візантійською. Лише в північній частині Превалітани римський вплив був більшим; згодом ця територія була віднесена до латинської церковної провінції Бар.
У 731 році іконоборчо налаштований імператор Лев III виключив Іллірію з римської митрополії Дуррес і підпорядкував її Константинопольському патріарху. За правління Лева VI (886—912) згадується у візантійських джерелах 15 єпископських місць для району Дуррес.
У 927 р. Візантійська імперія повинна була визнати болгарський патріархат, і більшість єпархій у внутрішніх районах Албанії потрапили під її контроль. Дуррес все ще контролювався Вселенським патріархатом у Константинополі. Ця епоха закінчилася в 1018 р. поразкою Болгарської імперії візантійцями. Деякі православні єпархії на півдні сучасної Албанії, такі як Бутринт і Берат, залишились при автокефальній Охридській архієпархії.
Великий розкол 1054 р. лише поступово позначився на Албанії. Поки що збереглася єдність столичного району Дуррес. Остаточне розмежування з конкуруючими ієрархіями відбулося протягом XIII століття.

### Османський час

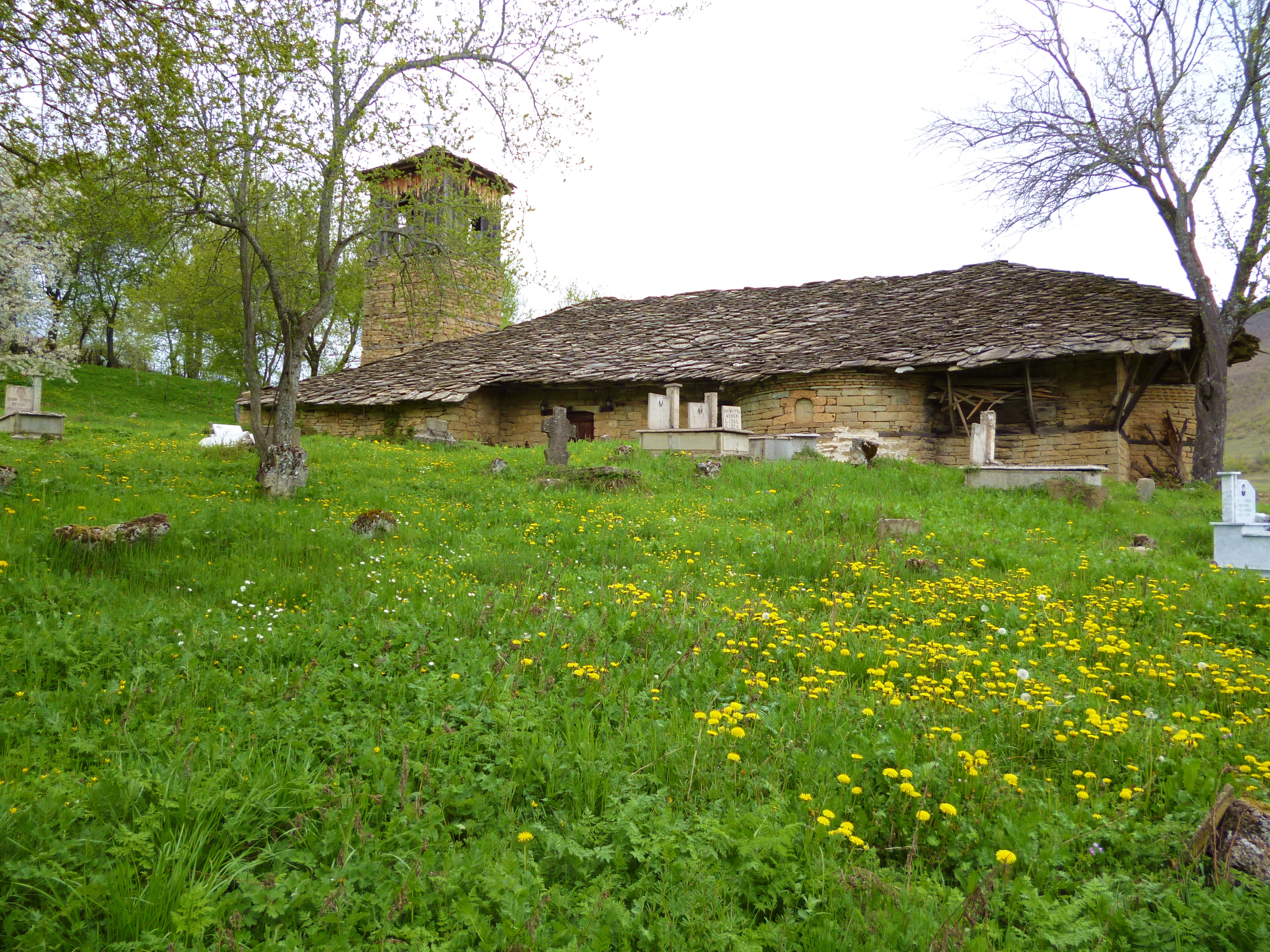
Церква Святої Марії в Ніці XVIII століття в регіоні Поградець

Після османського завоювання Албанії в XV столітті іслам став третьою релігією албанців. Мусульмани незабаром стали більшістю серед албанців. Османці помістили всі православні єпархії в Албанії під автокефальну Охридську архієпархію, якій вони довго протегували. Через тиск Туреччини багато християн емігрували з Південної Албанії до Південної Італії в XV—XVI століттях і заснували там свої парафії. Однак у самій країні в XVII столітті стало помітним відродження православної церкви, яке, на відміну від Католицької церкви, не переслідувалося турками. Багато напівзруйнованих церков було відновлено. Востаннє Бератський собор відбудовували у 1797 році.

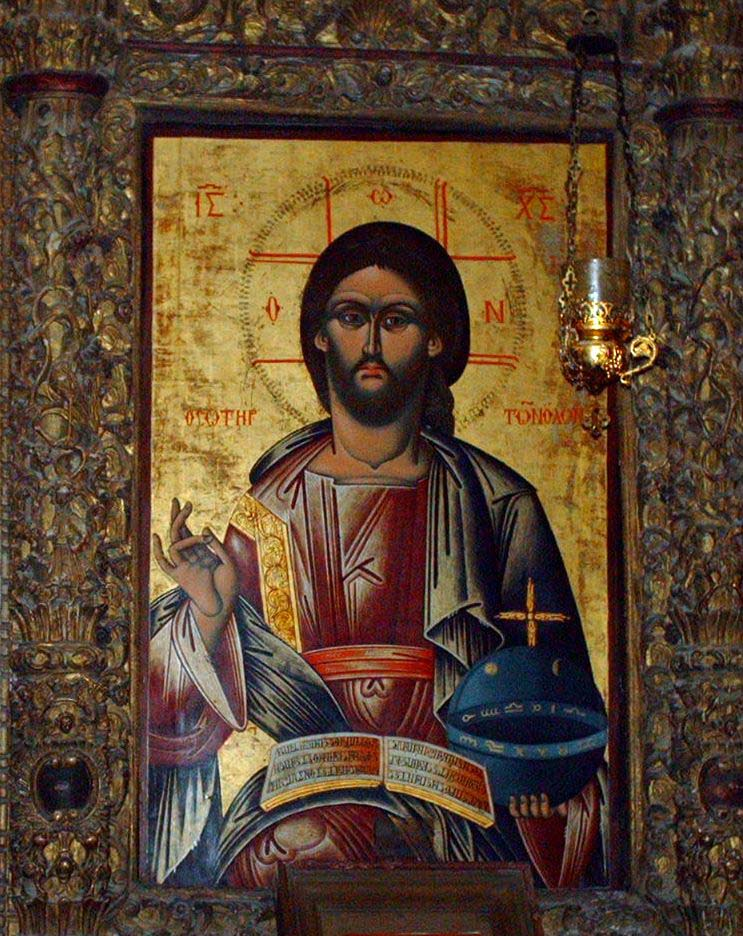
Ікона Христа з Лабової е Крицит (XVIII століття)

На початку XVII століття була заснована митрополія Корча, якій підпорядковувались єпископи Колонії, Деаболіс (Деволь) та Селасфоро (Севдас). Ймовірно, це враховувало зміцнення православної церкви в регіоні навколо Корчі та Воскопої. Після скасування султаном автокефалії Охрида в 1766 р. православні албанці повернулися під юрисдикцію Вселенського патріархату.
Православні християни на території сучасної албанської держави все ще були тісно пов'язані з Грецькою церквою в XIX столітті. Духовенство в основному мало грецьку національність, і, на відміну від мусульман та католиків, серед православних було багато представників національних меншин, насамперед греків, але також ароманів та македонців. У той час як мусульманські та католицькі албанці тимчасово працювали в албанському національному русі «Рілінджа» (укр: «Відродження»), який досяг незалежности Албанії в 1912 році, більшість православного духовенства хотіли забезпечити об'єднання південної Албанії з Грецією. Тим не менше, це був православний християнин Костастін Кристофорідхі (1827—1895), який першим переклав великі частини Біблії на албанську мову. Перша повна передача Нового Завіту та Псалтиря походить від нього.
Наприкінці XIX століття в теперішній Албанії було шість православних єпископів (Дуррес, Елбасан, Берат, Корча, Гірокастра та Колоня), усі вони були підпорядковані Вселенському патріарху в Константинополі, і всі вони були зайняті греками чиновники.

### XX століття

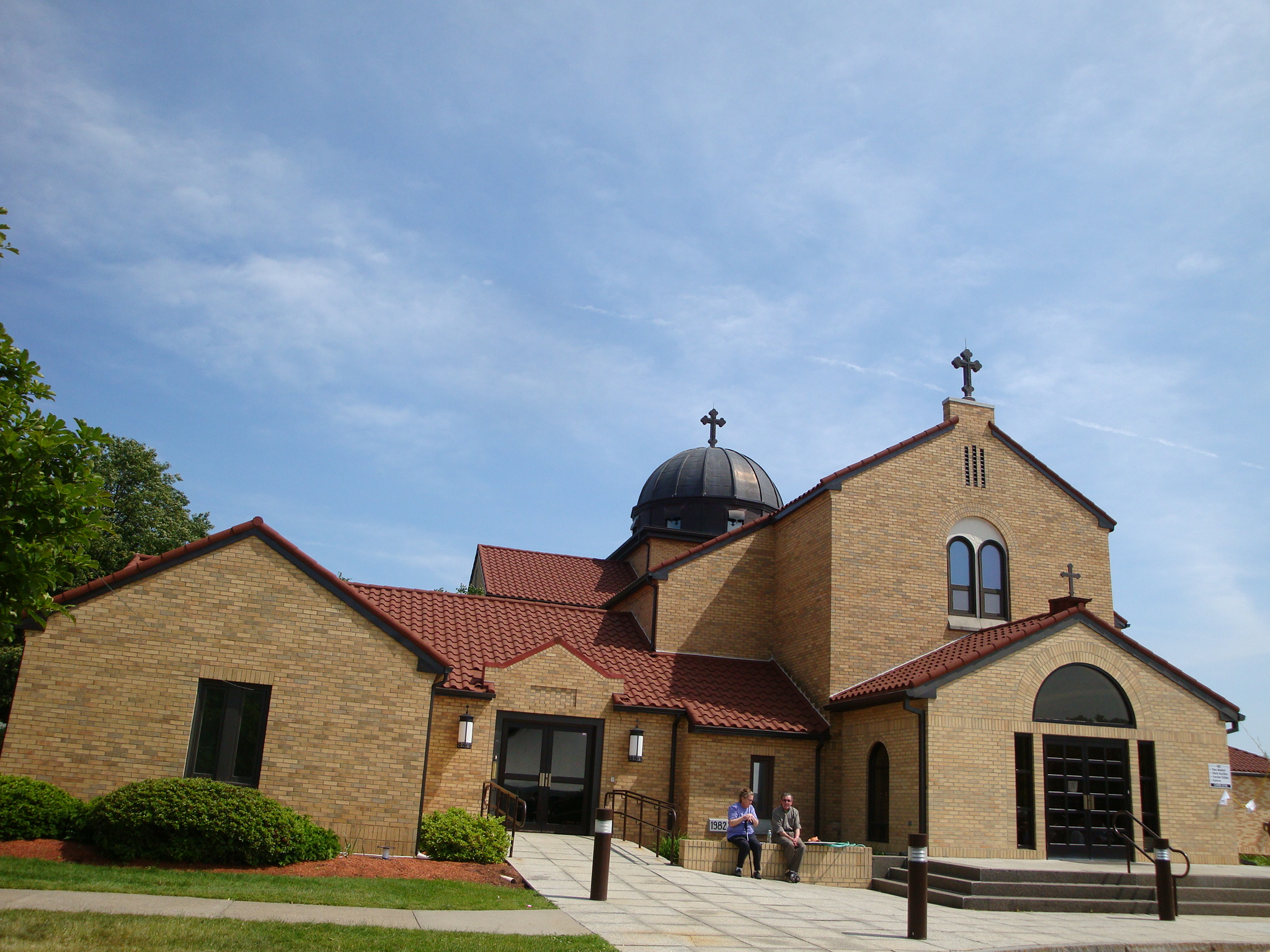
Албанська православна церква у Вустері, штат Массачусетс, США

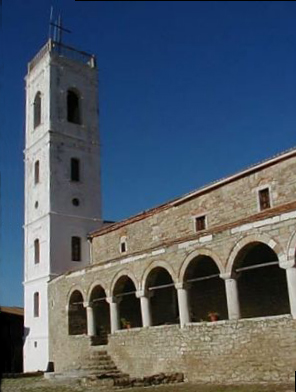
Монастир Арденіка

Перші заснування незалежної албанської церковної організації в США виникли серед албанських іммігрантів. Вони відчували пригнічення з боку домінуючих греків в православних громадах Америки. У 1908 р. Платон, російський православний архієпископ Нью-Йорка, висвятив майбутнього єпископа Корси Фана Нолі. Того ж року Фан Нолі вперше відправив літургію на албанській мові в Бостоні. У 1919 році Нолі був призначений єпископом Албанської православної церкви в Америці, яка утворила окрему єпархію під управлінням Вселенського патріарха. Греко-албанський конфлікт за Епір розпочався з Балканських війн 1912/13. Грецькі єпископи в регіоні стали на бік своєї нації, тим самим відчужуючись від албаномовної частини свого церковного народу.
Після Першої світової війни національні албанські погляди набувають все більшого значення в Православній Церкві і виникає рух, який прагнув вивести албанські єпархії з Грецької церкви. Однак поки що перешкоджали Вселенські патріархи Григорій VII та Костянтин VI. У 1921 році четверо грецьких єпископів були вислані з країни. Причини цього були політичні, але їх також звинувачували у дотриманні грецької літургійної мови. Асамблея духовенства та мирян у Бераті представила албанську мову як богослужбову мову у вересні 1922 року. У 1929 році Православна церква Албанії в односторонньому порядку оголосила себе автокефалією і призначила своїм митрополитом архімандрита Бессаріона Джувані. Інші грецькі священики та представник Вселенського патріарха були вислані після того, як Константинополь оголосив усіх албанських єпископів скинутими. Лише в 1937 р. патріарх Веніамін офіційно визнав албанську автокефалію. Того ж року в Корці була створена семінарія.
Італійські окупаційні війська намагалися переконати албанське православ'я приєднатися до Католицької церкви під час Другої світової війни. Вона повинна була об'єднатися з об'єднаними Італо-албанськими єпархіями. Православні витримували політичний тиск, поки італійське панування в Албанії не впало в 1943 році. На той час албанське духовенство налічувало близько 440 парафіяльних та релігійних священиків.
Коли комуністи прийшли до влади за Енвера Ходжи в 1944 році, церква знову була придушена. Тоді православні вірили, що вони можуть якось змиритися з новим режимом. Найпізніше, коли комуністи скинули архієпископа Кристофора Кісі в 1949 році, це припущення виявилося ілюзією. Тоді уряд Албанії обрав Паїсіоса Водіку новим предстоятелем церкви. Константинопольський патріархат визнав це зазіхання на церковну автономію лише після смерті Кісі в 1958 році. Вже в 1950-х роках посилився тиск режиму на православну церкву. Одну церкву за іншою влада закривала, релігійні служби та здійснення таїнств все більше перешкоджали, а священиків саджали у в'язницю. архієпископ Даміан Коконесі, обраний в 1966 році, був заарештований лише через рік після вступу на посаду і помер у в'язниці у листопаді 1973 року у віці вісімдесяти років.
Коли в 1967 р. Албанію було проголошено атеїстичною державою, церковна ієрархія та інститути православ'я були практично розбиті. Тепер решту церков закрили, а останніх священиків, що залишились, відправили до в'язниці. Багатьох ув'язнили в таборі Борш на узбережжі Іонічного моря.
Після падіння комуністичного режиму публічні православні богослужіння відновилися з осені 1990 року.

### XXI століття

#### Відносини з Православною церквою України
На початку березня 2019 року на сайтах Московського патріархату з'явилася інформація, нібито 7 березня 2019 року Синод Православної автокефальної церкви Албанії не визнав Православну церкву України. Згодом у березні 2019 року цю інформацію було спростовано, оскільки предстоятель Православної церкви Албанії у своєму листі предстоятелю Православної церкви Константинополя не зробив остаточних висновків щодо визнання чи невизнання ПЦУ і лише обговорював питання, пов'язані з новою церковною структурою.

## Загальна характеристика
Церква відновилася після 1991 року після повалення комуністичного режиму. Було висвячено 135 священиків (2008 рік). Було збудовано 150 нових соборів, 60 монастирів й соборів було відбудовано, більше 160 соборів було відремонтовано.
Центр церкви у Тирані. Лідер церкви титулується як Архієпископ Тіранський, Дурресський та всієї Албанії, Анастасіос Янноулатос (1991–2025). Церква налічує 700 тисяч вірян.
Діє теологічна академія Воскресіння Христового.
Радіо «Воскресіння» віщає цілодобово. Щомісячна християнська газета «Воскресіння», дитячий журнал «Радій», юнацький журнал «Дзвони», студентський бюлетень «Слово», бюлетень «Храм» й новинний бюлетень англійською мовою «News from Orthodoxy in Albania». На 2008 рік було опубліковано приблизно 90 книг.

### Відновлення ієрархії
Новий інституційний початок розпочався в липні 1991 року з приходом Анастасія Янулатоса, тодішнього єпископа Найробі. Як посланник Вселенського патріархату він досліджував те, що залишилося від Албанської церкви. З 440 священиків, котрі існували 60 років тому, ще жили 22. Усі були старими та кволими.
Єпископ Анастасій скликав церковні збори в серпні 1991 року, на яких священики та миряни з усіх албанських єпархій обговорювали питання реконструкції церкви. У тому ж році Янулатос був призначений архієпископом усієї Албанії екуменічним патріархом та за згодою синоду в Фанарі, а також духовенства та православного населення Албанії. Уряд також прийняв це призначення. У липні 1992 року новий митрополит вступив на посаду. Вибір грека як митрополита був перехідним рішенням, оскільки після років переслідувань серед комуністів не було кваліфікованих албанців для цієї посади.
архієпископ та синод єпископів відповідають за духовне керівництво церквою. Існує також змішаний церковний собор, який складається з духовенства та мирян і відповідає за економічні та адміністративні питання. Правовою основою для церковних органів є статут 1950 року, який був доповнений другим загальним церковним збором у 1993 році та адаптований до сучасних вимог.
У 1997/98 рр. у церкві виникли розбіжності, оскільки на той час усі албанські єпархії все ще очолювали єпископи грецького походження, призначені патріархом, а албанці взагалі не були представлені в єпископаті. Уряд також підтримав заклики до призначення місцевих єпископів. Рішення було знайдено в липні 1998 року: за згодою Константинопольського патріархату двоє грецьких єпископів відмовились від своєї посади, одному з двох, Ігнатію, замість цього була передана Бератська єпархія. Двох албанців було висвячено на єпископів: архімандрит Іоан (Пелуші) став митрополитом Корчинським, Кузьма (Кірйо) отримав титул єпископа Аполлонійського і Фієрського. Разом з архієпископом Анастасієм ці три ієрархи утворили Священний Синод Албанської Церкви.
У листопаді 1998 року Вселенський патріарх Варфоломій I вперше відвідав єпархії країни.
У 2006 році було висвячено трьох нових єпископів: Дімітрі Сінайті для Джирокастри, Ніколалла Хіка змінив Косму Кірджо, який помер в 2000 році, як титульний єпископ Аполлонії, а Андон Мердані отримав титул єпископа Круї. Відтоді Священний Синод Албанської Церкви налічує шість членів. У листопаді того ж року синод прийняв новий статут. 12 квітня 2007 року церква відсвяткувала 70-річчя народження автокефалії в Тирані богослужінням.

### Поширення православних

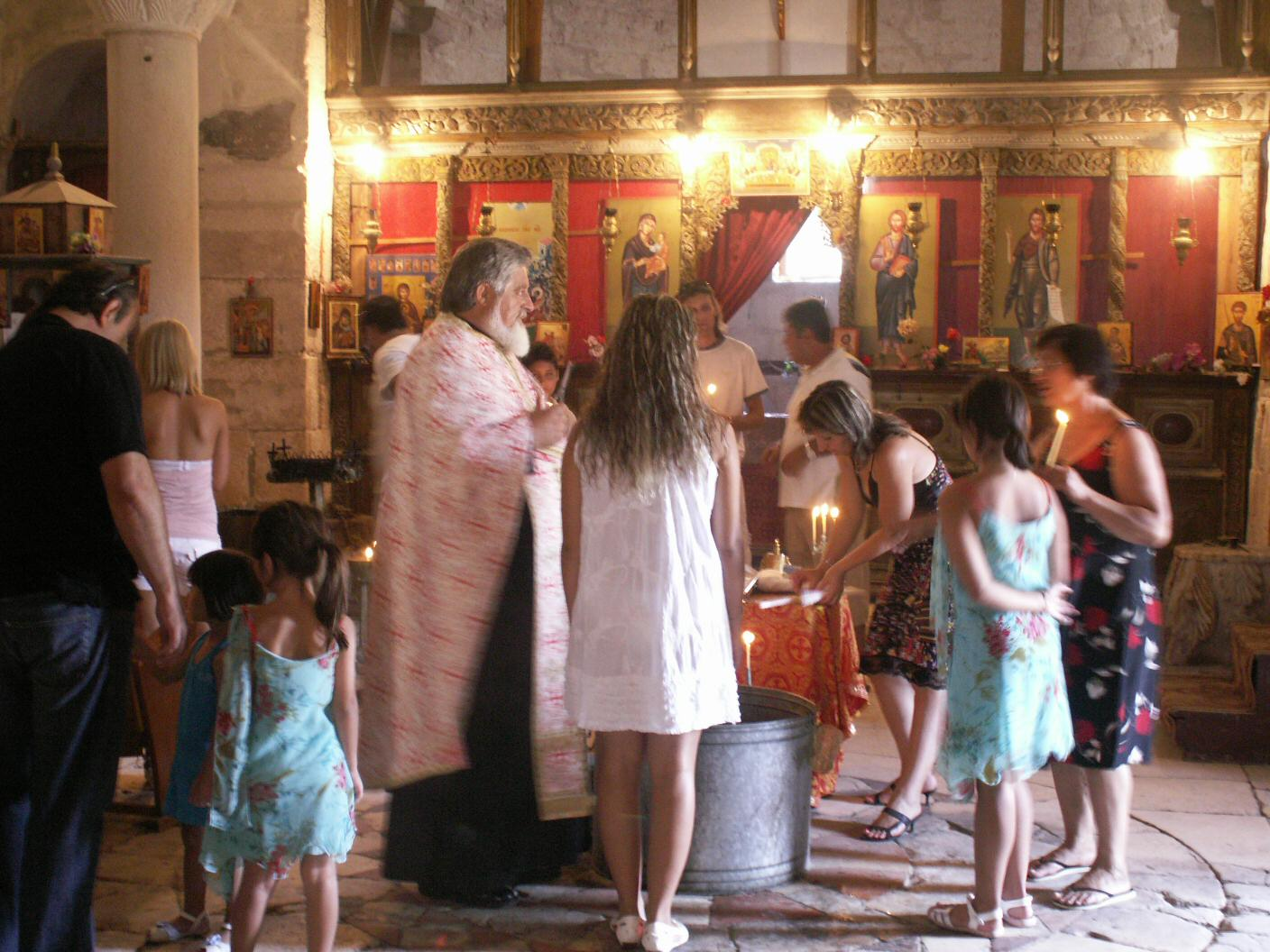
Богослужіння в Аполлонії

До середини XX століття більшість православних християн Албанії мешкали в південній половині країни. Водозбір православної церкви розпочався на півночі навколо річки Шкумбін. До цього часу мало що змінилося в цьому відношенні. Майже всі православні албанці — тоски. Це також знайшло своє відображення у літургії, тексти якої писалися на тосканському діалекті. В результаті внутрішньої міграції за останні кілька десятиліть, зокрема, православна громада в Тирані швидко зросла. У деяких більших містах Північної Албанії, таких як Круя, Лач, Шкодра та Лежа, також виникли громади.
Навіть у своїх родових районах православні майже всюди були в меншості з XVII століття. Більшість албанців — мусульмани. Православне населення домінує лише в кількох, в основному, досить віддалених місцях, наприклад у Хімарі, Саранді, Лабові та Крициті чи Воскопої.
Етнічні меншини на півдні Албанії — греки в районі Саранди, македонці на Преспанському озері та розсіяні ароманці — всі православні. Члени цих етнічних груп, які прийняли іслам у попередні століття, швидко асимілювались мовно. Македонці мають власну церкву в Пустеку (Лікенас), ароманську — у Корці. Лише грецька меншина, якій належить близько 60 000 чоловік у районі між містами Гірокастра, Хімара та Саранда, має церковне політичне значення. У деяких громадах цього регіону літургію відправляють грецькою мовою. В останні роки існують поодинокі суперечки щодо літургійної мови, де парафії є лінгвістично змішаними. У 1992 році посол Румунії зустрівся з Радою Церков та повідомив її про намір скликати зустріч усіх представників Аромунії за участю румунського духовенства. Він висловив бажання розвивати відносини між Албанською православною та Румунською православними церквами. Ароманські культурні організації поділяються на прорумунські та прорумунські напрямки.
Під час перепису 2011 року 188 992 албанця заявили, що вони належать до православної церкви, що становить відсоток від населення 6,75 %. Коли держава була заснована в 1912 році, 20 % населення вважалося православним.

### Церковне будівництво

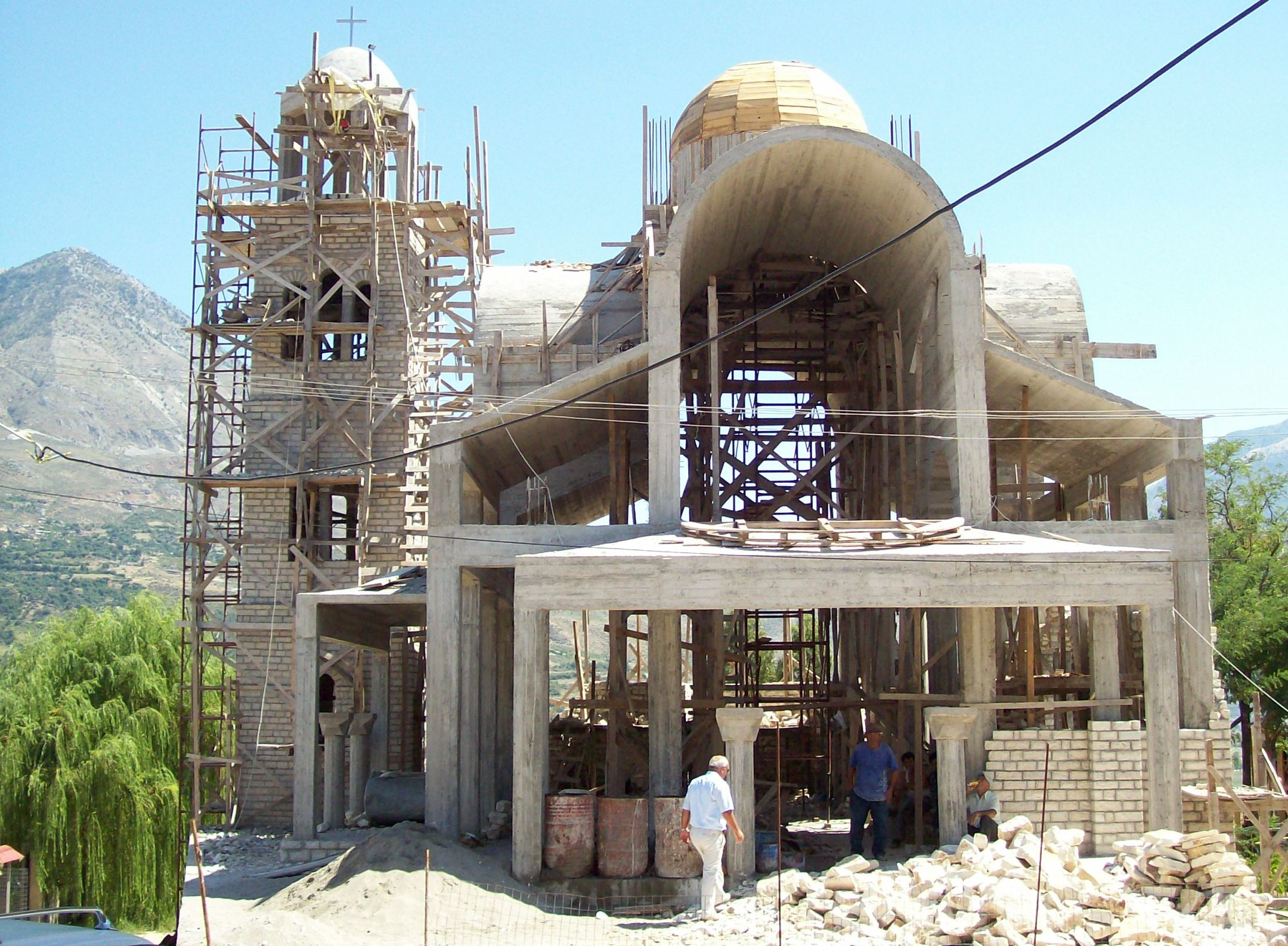
Будівництво нової церкви в Тепелені (2006)

У період з 1991 по 2001 рік православна церква відкрила майже 300 культових місць. Лише близько 70 церков все ще існували там як будівля і швидко були знову використані. Було побудовано вісімдесят нових церков і проведено капітальний ремонт на 140, часто включаючи будівлі під'їзних шляхів. Завдяки цій роботі, щорічний бюджет якої становить п'ять мільйонів доларів США, Православна Церква стала головним фактором економічного розвитку у багатьох сферах. У сільських регіонах південної Албанії є також численні напівзруйновані церкви, включаючи деякі будівлі, що мають велику культурну та історичну цінність. Але навіть у придатних для використання церквах православні не скрізь домагаються регулярних богослужінь, з одного боку, тому що все ще бракує священиків, з іншого боку, оскільки в деяких місцях немає вартих уваги громад.
Демографічні зрушення в Албанії також призвели до припливу тисяч православних до Тирани в останні роки. Ось чому церква побудувала новий Воскресенський собор у центрі столиці; його освятили у 2012 році. Окрім собору, також було побудовано адміністративну будівлю для Священного Синоду.

### Освіта, ЗМІ, соціальна робота
У 1992 році був створений духовний коледж, який також був відкритий для жінок. З 1996 року ця академія розташована в новому комплексі будівель поблизу монастиря Шен-Влаш поблизу Дурреса. У період з 1996 по 2001 рік відбулося 120 висвячень. П'ять албанських монастирів було відновлено, засновано гімназію та створено друкарню. Церква видає щомісячник Ngjallja, дитячий журнал Gëzohu і, для студентів, Fjala, а також англомовну газету News from Православ'я в Албанії. Він управляє власною радіостанцією, а також має деревообробну компанію та виробництво свічок.
Православна церква в Албанії займається численними благодійними діями. Більшість із них організовує та підтримує церковна організація допомоги діаконіям Агапес. При церкві функціонують лікарні, поліклініки, пересувна стоматологічна поліклініка, школи та дитячі садки, веде активну роботу в тюремному капеланстві та організовує допомогу бездомним. Благовіщенська клініка православної церкви в Тирані — одна з найкращих лікарень Албанії. Діякональна діяльність церкви призначена для всіх, будь то православні християни, католики, мусульмани чи атеїсти. Під час кризи 1997 року Церква надавала екстрену допомогу 25 000 людям, а в 1999 році надавала допомогу понад 50 000 косовських біженців, тимчасово закривши семінарію, щоб дозволити студентам брати участь у роботі з біженцями.

## Літургія
В Албанській церкві, як і в усіх православних церквах, богослужіння святкується за візантійським обрядом. Золотовустська літургія використовується в неділю та будні, а Василієва — у деякі великі свята. Літургійною мовою є сучасна албанська. Усі тексти, необхідні для богослужіння, були перекладені з грецької Фаном Нолі в перші десятиліття XX століття. У даний час використовується перероблений переклад Золотовустої літургії від 1995 року. Сьогодні у США церковні служби також відзначаються англійською мовою.

## Екуменізм
Православна церква Албанії єдина в країні, яка є членом Світової ради церков. У цьому відношенні це членство не має значення для екуменічних відносин в самій Албанії. Контакти між православним та католицьким єпископами відбуваються регулярно, особливо у святкові дні та обмін привітаннями. Натомість у повсякденному житті місцевих християнських зборів навряд чи існує контакт через конфесійні межі.
Протестантські церкви Німеччини фінансово підтримують роботу організації православної допомоги «Діаконія Агапес».

## Організація та структура

### Предстоятелі
- Биссаріон Джувані (1928—1936)
- Христофор Кісі (1937—1948)

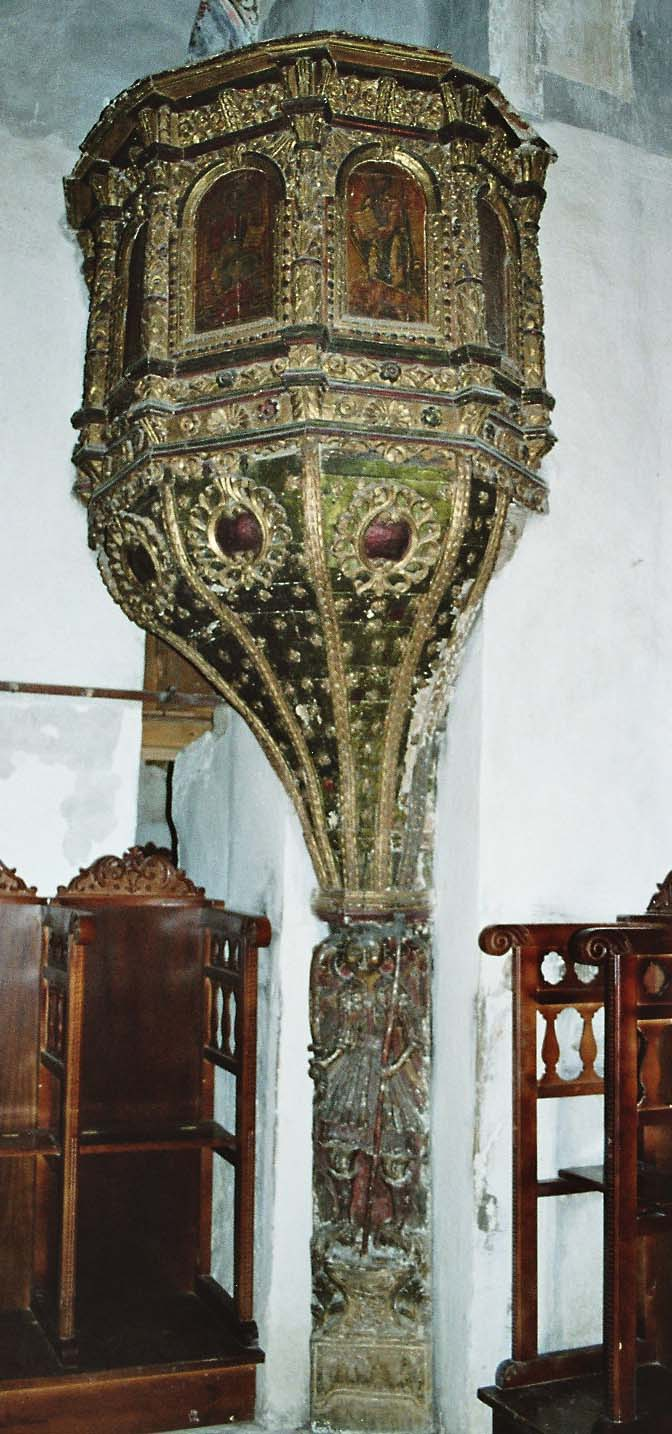
Канзель (Хресна Лабова)

- Паїсіос (Паїсі) Водиця (1949—1966)
- Даміан Коконеші (1966—1973)
- Анастасіос Яннулатос (1991—2025)
- Іоан Пелуші (з 2025)

### Єпархії
- Тирано-Дурресська архієпископія

Кафедра: місто Тирана
Правлячий архієрей: архієпископ Тиранський і всєї Албанії Іоан (Пелуші)
Віллійське вікаріатство Астій (Бакалбаші)
- Аполлонійська і Фієрська митрополія

Кафедра: місто Фієрі
Правлячий архієрей: Нікола (Гика)
- Бератська, Вльорська і Канінська митрополія

Кафедра: місто Берат
Правлячий архієрей: Ігнатій (Триантіс)
- Гірокастрінська митрополія

Кафедра: місто Гірокастра
Правлячий архієрей: Димитрій (Дікбасаніс)
- Корчинська митрополія

Кафедра: місто Корча
Правлячий архієрей: (Тимчасово вакантний)
- Ельбасанська митрополія

Кафедра: місто Ельбасан
Правлячий архієрей: Антоній (Мердані)

### Єпископат
Єпископат Албанської православної церкви налічує (на 25 січня 2025 року) 7 архієреїв, з них п'ять єпархіальних і два титулярні.